# Vodena zmija (zviježđe)
Vodena zmija (lat. Hydra) najveće je zviježđe na nebu, između zviježđa Centaura, Djevice, Gavrana, Jednoroga, Kompasa, Krme, Lava, Maloga psa, Raka, Sekstanta, Sisaljke i Vrča. Jedno je od 48 zviježđa iz Ptolemejeva zvjezdanoga kataloga (Ὕδρα, Hýdra ili 'Ὕδρος, Hýdros). Još su babilonski astronomi prepoznali oblik vodene zmije. Najsjajnija je zvijezda, Alfard (α Hya), prividne magnitude 1,98. Sadrži prečkaste spiralne galaktike M83 i NGC 5068, dvije spiralne galaktike NGC 3314 koje se nalaze jedna iza druge, a nisu fizički povezane, eliptičnu galaktiku NGC 4993, kuglasti skup M68, otvoreni skup M48, planetarnu maglicu NGC 3242 i dr.

## Egzoplaneti
NASA-in satelit Transiting Exoplanet Survey Satellite (TESS) koji traga za egzoplanetima uočio je novi planet koji kruži oko obližnje zvijezde GJ 357 u zviježđu Vodena zmija, a ubrzo su otkrili da oko iste zvijezde kruže još dva svemirska tijela. Na jednom od tih planeta, nazvanom GJ 357 d, moglo bi biti tekuće vode ako se utvrdi da je stjenovit i da ima gustu atmosferu. GJ 357 d spada među 45 najbližih do sada otkrivenih egzoplaneta.

## Vanjske poveznice
- The Deep Photographic Guide to the Constellations: Hydra